# فيلا الأسرار

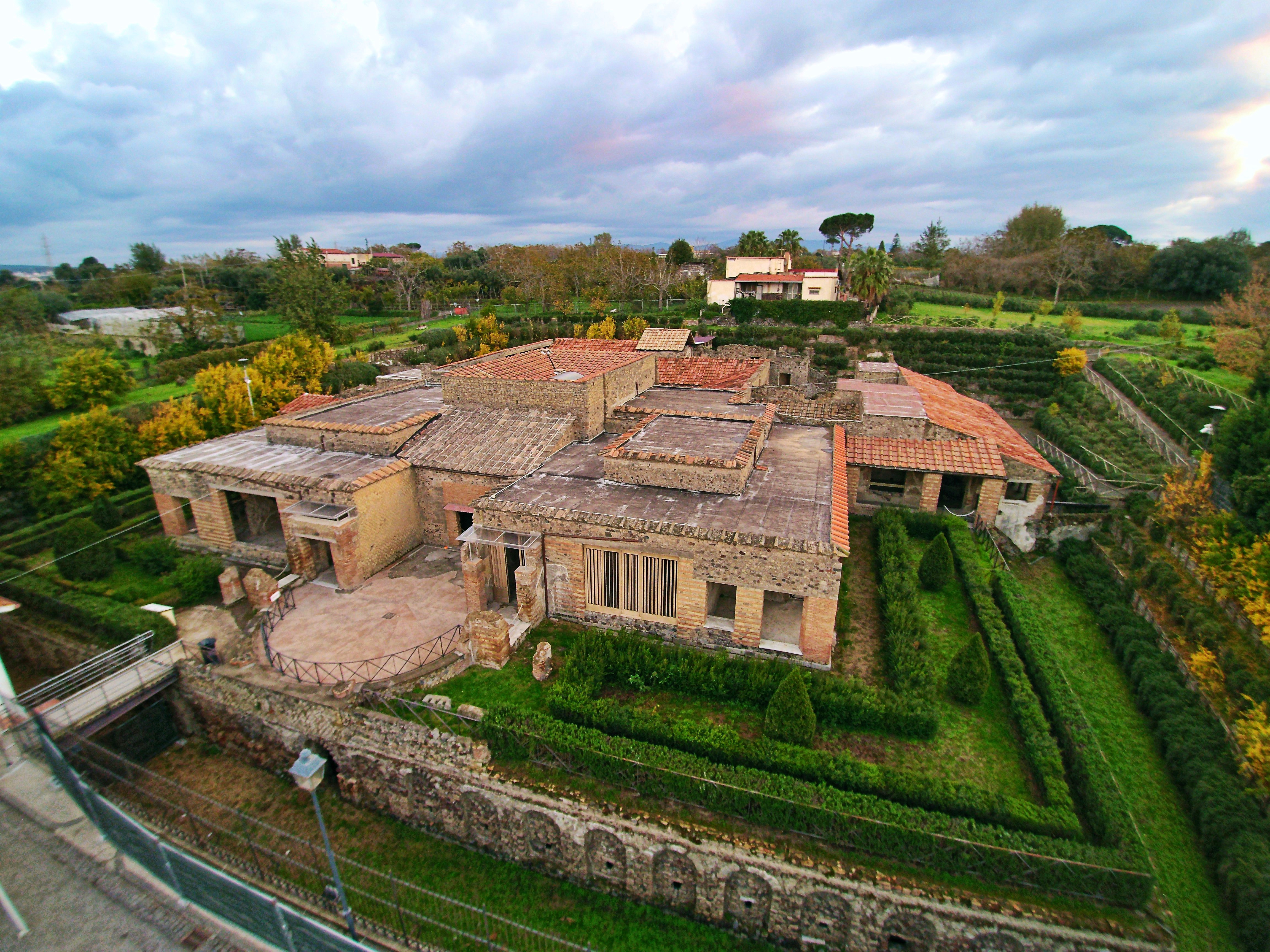
فيلا الألغاز في بومبي ترى من الأعلى.

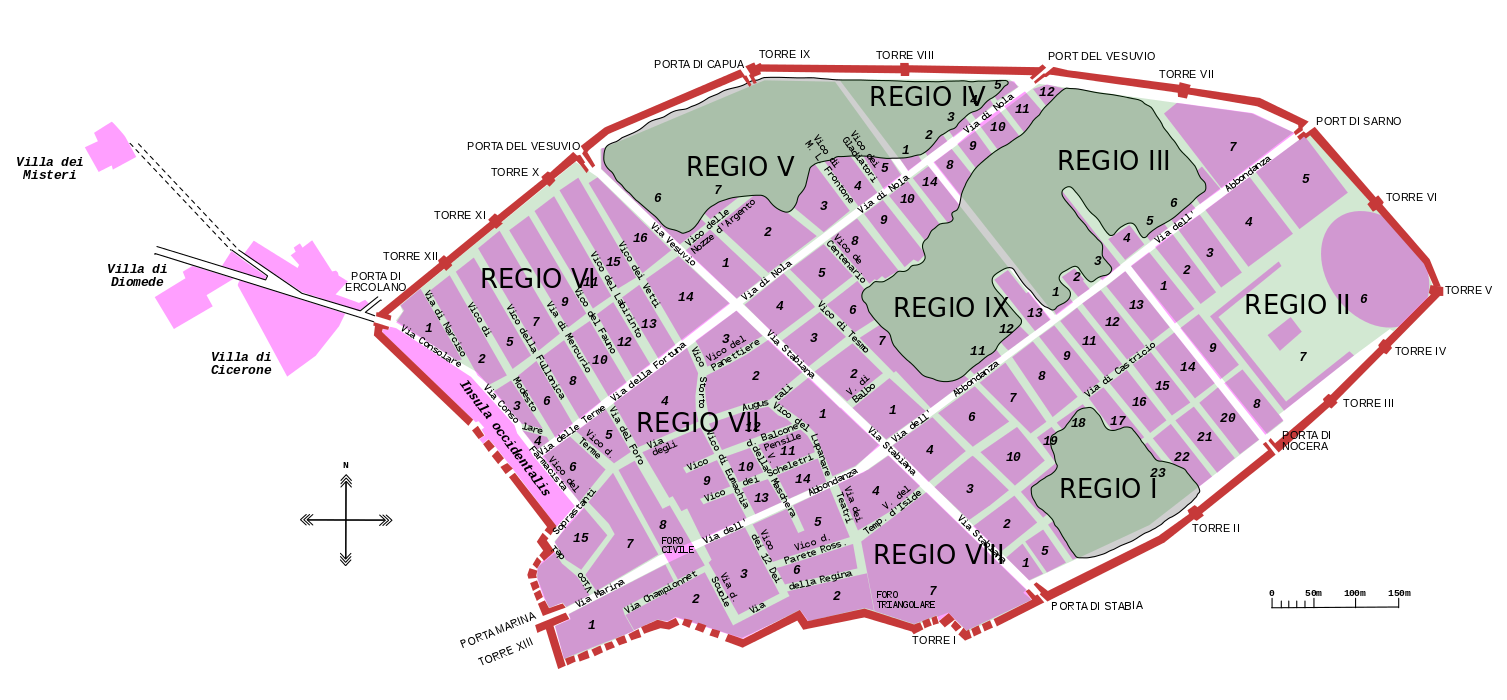
الموقع (أعلى اليسار) داخل بومبي

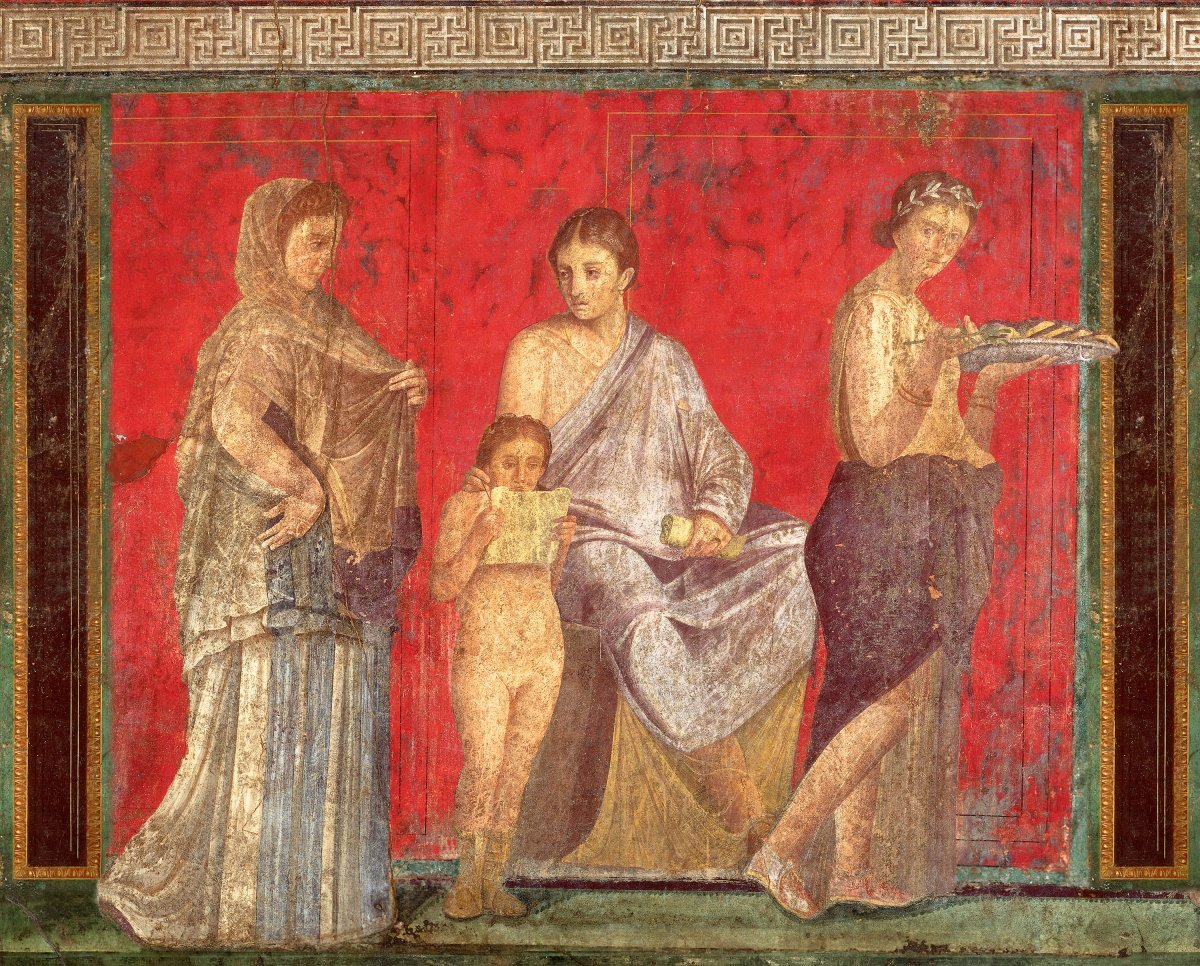
تصور اللوحة الجدارية الاولى قراءة طقوس الزفاف الغامضة.

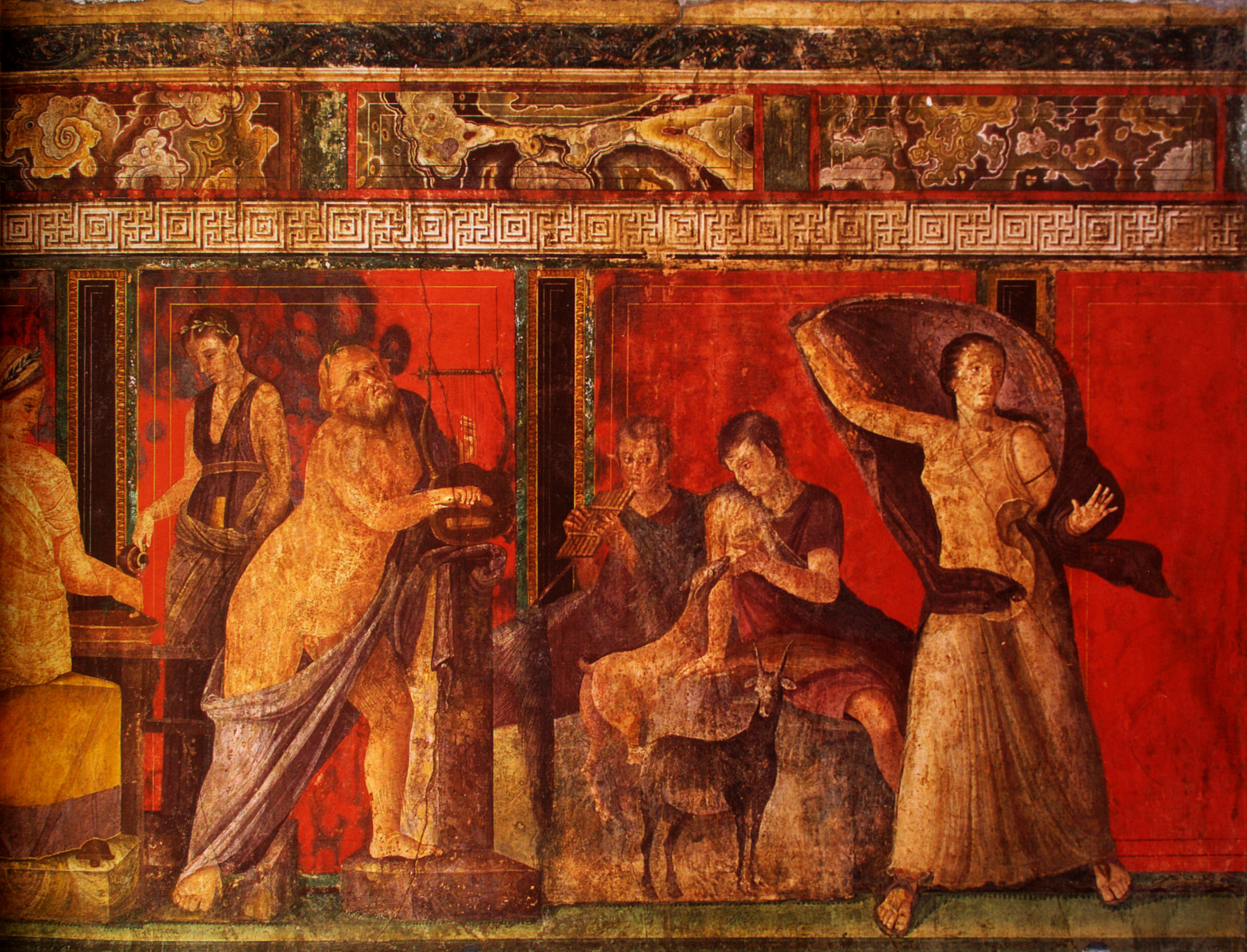
الجدارية الثالثة جدار triclinium ، فسرت تقليديا لتمثيل مراحل البدء للعبادة

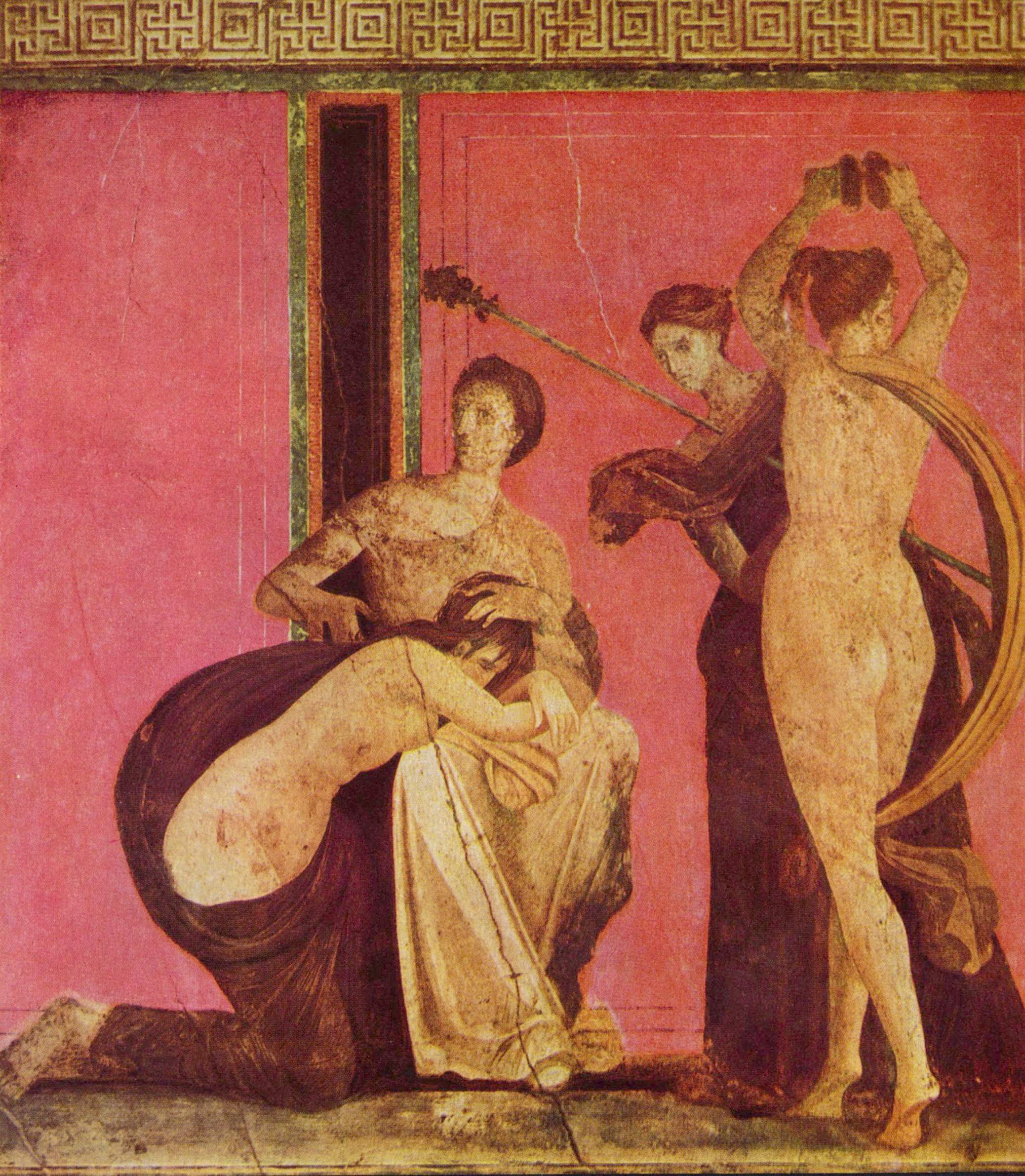
تصور الجدارية الخامسة طقوس باكوس

فيلا الأسرار (بالإيطالية: Villa dei Misteri)‏ فيلا رومانية قديمة محفوظة جيدًا في ضواحي مدينة بومبي بجنوب إيطاليا ، وتشتهر بسلسلة من اللوحات الجدارية الرائعة في غرفة واحدة، والتي يُعتقد أنها تُظهر بداية فتاة شابة في طائفة الغموض اليونانية الرومانية . وهي الآن من بين أشهر الناجين نسبيا من اللوحة الرومانية القديمة . مثل بقية مدينة بومبي الرومانية، تم دفن الفيلا في ثوران جبل فيزوف في 79 وتم التنقيب عنها من عام 1909 فصاعدا (بعد فترة طويلة من الكثير من المدينة الرئيسية). أصبح الآن جزءًا مشهورًا من الزيارات السياحية إلى بومبي، ويشكل جزءًا من موقع اليونسكو للتراث العالمي في بومبي.
وكشفت الحفريات في عام 2018 عن بقايا مهمة للخيول في منطقة مستقرة بالقرب من الفيلا.

## نظرة عامة

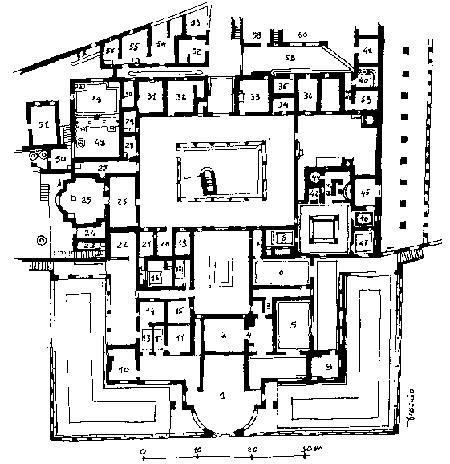
خطة الفيلا

على الرغم من أن الفيلا مغطاة بأمتار من الرماد والمواد البركانية الأخرى، إلا أنها لم تتلف سوى أضرار طفيفة في ثوران فيزوف في عام 79 ميلادي، ومعظم جدرانها وسقوفها، وعلى الأخص رسوماتها الجدارية، نجت إلى حد بعيد دون تلف. منذ التنقيب تم الحفاظ على التسقيف وأجزاء أخرى من المنزل عند الضرورة.
تم تسمية الفيلا للوحات في غرفة واحدة من الإقامة. قد تكون هذه المساحة عبارة عن تراكلينيوم، وهي مزينة بلوحات جدارية رائعة جدًا، يُعتقد أنه تم رسمها في أوائل القرن الأول.  على الرغم من أن الموضوع الفعلي للوحات الجدارية هو موضوع نقاش ساخن، فإن التفسير الأكثر شيوعًا للصور هو مشاهد لبداية المرأة في طائفة خاصة من باخوس ، عبادة الغموض  التي تتطلب طقوسًا وطقوسًا محددة لتصبح عضوًا. واحدة من السمات المميزة التي تساعد على تحديد هذا على أنه جدارية ذات صلة بالباخية هي تصوير معادن، أتباع باخوس. غالبًا ما يصور هؤلاء المحبون وهم يرقصون مع ستائر دوامة وقد تم العثور عليهم أولاً على الفخار اليوناني، والتي صنع الكثير منها قبل انتشار العبادة في إيطاليا.  من بين جميع التفسيرات الأخرى، أبرزها هو بول فاين، الذي يعتقد أنه يصور امرأة شابة تمر بطقوس الزواج .
على الرغم من أنه يُعتقد غالبًا أنه ترايكلينيوم، إلا أن الغرفة ذات اللوحات الجدارية قد تكون أيضًا حجرة للأزواج ، مما يشير إلى أن الأم الحاكمة كانت عضوًا في الطائفة. 
كانت الفيلا على حد سواء غرفا جيدة جدا لتناول الطعام والمساحات الترفيهية وأكثر وظيفية. تم اكتشاف آلة ضغط النبيذ عندما تم التنقيب عن الفيلا وتم ترميمها في موقعها الأصلي. لم يكن من غير المألوف أن تضم منازل الأثرياء مناطق لإنتاج النبيذ وزيت الزيتون أو غيرها من المنتجات الزراعية، خاصة وأن العديد من النخبة الرومانية كانت تملك أراضي زراعية أو بساتين في المنطقة المجاورة مباشرة لفيلاتهم.
يمكن الوصول إلى الفيلا بسهولة من بومبي، على بعد حوالي 400 متر شمال غرب أسوار المدينة، مفصولة عن طريق طريق مع المعالم الجنائزية على كلا الجانبين. كانت فيلا الألغاز فيلا في الضواحي (Latin: villa suburbana ) مع وجود علاقة وثيقة بالمدينة ولكن ليس بها.
ملكية الفيلا غير معروفة، كما هو الحال مع العديد من المنازل الخاصة في مدينة بومبي. ومع ذلك، بعض القطع الأثرية تعطي خيوط محيرة. العثور على ختم البرونزية في فيلا مسمى ب L. استاديوس زوسيموس، و المعتوق من عائلة Istacidii القوية. اقترحه العلماء على أنه مالك الفيلا أو المشرف على إعادة الإعمار بعد زلزال 62 . تسبب وجود تمثال ليفيا ، زوجة أوغسطس ، في إعلان بعض المؤرخين بدلاً من ذلك أنها المالكة لها.
كما هو الحال في مناطق أخرى من بومبي وهيركولانيوم ، تم العثور على عدد من الجثث في هذه الفيلا، وصُنعت قوالب جبس باريس منها.

## تفسير اللوحات الجدارية
هناك العديد من التفسيرات المختلفة للوحات الجدارية، لكن يُعتقد أنها تصور شعيرة دينية . نظرية أخرى شائعة هي أن اللوحات الجدارية تصور العروس التي بدأت في أسرار Bacchian استعدادًا للزواج. في هذه الفرضية، يُعتقد أن الزي المدروس الذي يرتديه الشخصية الرئيسية هو ملابس الزفاف. 
بناءً على موضوع كل لوحة وترتيبها، من المفترض أن تتم قراءتها كسرد مفرد. المرأة و satyrs واردة بشكل بارز. بسبب النظرية المقبولة على نطاق واسع للجدارية التي تصور بداية من عبادة باخوس ، يعتقد البعض أن الغرفة مع اللوحات الجدارية كانت تستخدم لإجراء الطقوس والاحتفالات المتعلقة بالله. 
- تُظهر اللوحة الجدارية الأولى امرأة رومانية نبيلة (ربما والدة البادئة، التي لا يمكنها العبور بعد ذلك) تقترب من كاهنة أو امرأة جالسة على العرش، والتي يقف بها صبي صغير يقرأ لفيفة - من المفترض أن يكون إعلان البدء. على الجانب الآخر من العرش يظهر الشاب المبادر في ثوب أرجواني وتاج من الآس ، يحمل غصنًا من الغار وصينية من الكعك. يبدو أنها قد تحولت إلى فتاة تخدم، ولكنها ربما تقدم ذبيحة للإله أو الإلهة. [9]
- تُصوِّر الجدارية الثانية كاهنة أخرى (أو من كبار المساعدين) ومساعديها الذين يقومون بإعداد سلة liknon ؛ عند قدميها أرجل المقعد الذي تجلس عليه والتي يمكن أن تخطئ في الفطر في جانب واحد تلعب سيليني (عنصر حصان) عزفًا قيثارة . ( Silenus كان المعلم ورفيق باخوس . )
- العروض الجدارية الثالثة على شبق يلعب panpipes وحورية الرضاعة عنزة، في مشهد أركادية . إلى اليمين، البادئ في حالة من الذعر. هذه هي آخر مرة نراها لعدة مشاهد. عندما تظهر مرة أخرى، لقد تغيرت. بعض العلماء يعتقدون katabasis قد حدث.
- في الاتجاه الذي تحدق به في الرعب، تُظهر اللوحة الرابعة صائغًا شابًا يعرض عليه سلينوس صحنًا من النبيذ بينما يقف خلفه شبقًا آخر يروي قناعًا مخيفًا يراه ساتير الشرب ينعكس في الوعاء (وهذا قد يوازي المرآة التي يحدق بها باخوس الشباب في طقوس أورفيك ). بجانبهم تجلس إلهة، ( أريادن أو سيميل ) ، مع باكوس ملقاة في حضنها.
- جدارية الخامس يظهر بدء العودة. وهي تحمل الآن موظفا وترتدي قبعة، وغالبًا ما يتم تقديمها بعد الانتهاء الناجح لمحنة البدء. ركعت أمام الكاهنة، ويبدو أنها جلدتها شخصية مجنحة. بجانبها هو شخصية الرقص (أ المينادة امرأة تشارك في مهرجانات باخوس أو Thyiad ) والرقم gowned مع thyrsus (رمز بدء باخوس) مصنوعة من سيقان طويلة من الشمر ملفوفة، مع مخروط الصنوبر على القمة.
- في الجدارية السادسة مظهرها قبل الأخير، نراها تستعد بملابس جديدة، بينما يحمل كيوبيد مرآة لها. بعد هذا المشهد، هناك صورة أخرى لكيوبيد.
- أخيرًا، في الجدارية السابعة، يظهر البادئ مرسومًا في زي مُفصل. هذا هو كل ما نعرفه عن الطقوس الرومانية للبدء. [10] [11]

## روابط خارجية
- الحفاظ على الفيلا واردة على archaeology.org
- فيلا من الألغاز على www.art-and-archaeology.com
- اللوحة الجدارية الرومانية (مقدمة باللغة الإنجليزية والإيطالية والإسبانية والفرنسية)
- بومبي | فيلا الألغاز